# Consulat honoraire de Finlande à Quimper
Le consulat honoraire de Finlande à Quimper est une représentation consulaire de la République de Finlande en France. Il est situé 25 chemin de lost ar choat, à Quimper, en Bretagne.